# Hämeenlinnan Pallokerho
Hämeenlinnan Pallokerho (w skrócie HPK) – fiński klub hokejowy z siedzibą w Hämeenlinna, występujący w rozgrywkach Liiga.
Drużyna bywa przedstawiana jako "Rycerze grający w hokeja" z powodu herbu klubu, na którym widnieje rycerz w hełmie.

## Historia
Od 1929 klub funkcjonował jako Hämeenlinnan Pallokerho. Od 1991 roku działa jako HPK Edustusjääkiekko Ry.
W latach 2001–2007 trenerem drużyny był Jukka Jalonen.

## Sukcesy
- Złoty medal mistrzostw Finlandii: 2006, 2019
- Srebrny medal mistrzostw Finlandii: 1952, 1993, 2010
- Brązowy medal mistrzostw Finlandii: 1954, 1991, 1997, 1999, 2000, 2002, 2003, 2005, 2007
- Trofeum pamiątkowe Harry’ego Lindbladina – pierwsze miejsce w sezonie zasadniczym SM-liigi: 2003
- Hopealuistin: 2002
- Finał Pucharu Mistrzów: 2007

## Zawodnicy
Zastrzeżone numery
- 2 – Eero Salisma
- 13 – Marko Palo

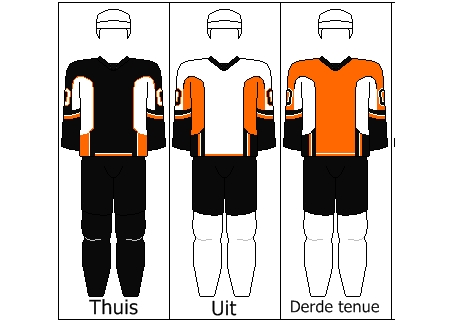
Stroje meczowe klubu

- 17 – Juha Hietanen (dopuszczony dla jego syna, Juuso)
- 18 – Hannu Savolainen
- 24 – Mika Lartama (ponownie dopuszczony od 2006 roku)